# Santa Engràcia de Montcada i Reixac
Santa Engràcia de Montcada és una església parroquial al terme municipal de Montcada i Reixac (Vallès Occidental) inclosa a l'Inventari del Patrimoni Arquitectònic de Catalunya.

## Arquitectura
L'església parroquial de Santa Engràcia, com es pot deduir a partir de tota la seva història, la seva actual estructura és posterior als anys 50, moment en què fou reconstruïda. De tot el seu semblant historicista, que es pot apreciar en una fotografia del que es construí entre el 1887-1888, no en queda res. Actualment, només conserva el cos sobresortit de la façana principal on s'origina el campanar, de la mateixa manera que en el segle xix.
El parament comença en un sòcol doble de pedres ben encaixades, de major alçada a la façana principal que a la posterior a causa de la morfologia del terreny. Discontínua en un mur llis, d'un arrebossat, on es dibuixa el típic carreuat. La porta d'accés centra l'espai de la façana i és d'arc rodó de mig punt amb diferents motllures en la mateixa direcció amb de gradació concèntrica. Aquest espai central es troba emmarcat per una motllura i a cada costat hi ha ulls de bou circulars i emmarcats. Es troba tot disposat amb simetria i harmonia.
El campanar s'ubica damunt i darrere seu comença la nau. Destaca la presència de capelles laterals que a l'exterior solament s'expressen per sengles finestrals d'arc rodó i pilars adossats acabats cadascun d'ells en una creu. Absis únic que correspon a l'altar major i exteriorment de tipologia poligonal i amb coberta de teules.
La torre-campanar de l'església és damunt del cos sortint que forma la porta d'entrada a l'edifici. Darrere comença la nau de l'església. És de planta quadrada i de tipologia senzilla, funcional cap a un enteniment d'un racionalisme. La seva estructuració es basa en la superposició de tres cossos, cada un d'ells inscrit en l'altre. El primer cos és el que presenta més llargària i comprèn un espai central a cada una de les cares d'una gelosia més o menys transparent; damunt un espai quadrat on s'inscriu el cercle per al rellotge i sobre una galeria oberta de tres obertures d'arcs de mig punt, la de mig sencera -on van les campanes- i les laterals tenen una petita barana de pedra treballada en quadrifoli. Les cantoneres motllures acaben en coronaments amb la creu, el segon cos es converteix de perfil poligonal -12 cares-; els centrals de cada cara el mateix treball de gelosia d'obra i transparència; cada una de les cares corona una creu. L'últim cos de quatre cares, només gelosia per a coronar en un cupulí d'on surt una creu.

## Història

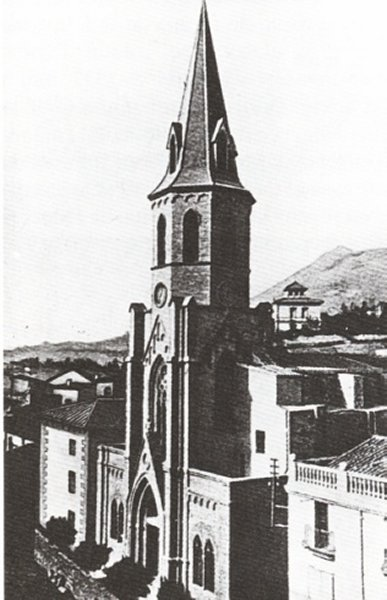
Santa Engràcia de Montcada (1886)

De la parròquia de Santa Engràcia es troba documentació de l'any 1007 on queda ubicada en el "Monte Scatano". El 4 de maig de 1381 es realitzà una llicència per part del bisbe per a traslladar la parròquia, que era a prop del Besòs, a la nova capella de Sant Antoni i Sant Llorenç (fundada per Pere Riera). El bisbe disposà que des d'aleshores s'anomenés Església Parroquial de Santa Engràcia de Montcada. El 4 d'abril de 1544 es va realitzar, tal com es pot llegir en un document, l'encàrrec a un imatger, Martí Dies, del modelatge d'una imatge de Santa Engràcia pel preu de set ducats, i que seria venerada a l'altar major (actualment desapareguda).
Entre 1624 i 1868 fou sufragània de l'església de Sant Iscle i Santa Victòria de les Feixes (actualment terme municipal de Cerdanyola del Vallès). Després, per necessitat, s'inicià una ampliació d'estil neogòtic sota el projecte d'Enric Sagnier i Villavechia, que començà entre 1887 i 1888 i fou inaugurada el 1901. Sagnier havia estat l'autor de diversos edificis més a Montcada, entre els quals la ja desapareguda "Ermita de la Mare de Déu del Turó" i acabat l'any 1928 per l'arquitecte municipal de Montcada Joan Baptista de Serra i Martínez quan Sagnier va desistir per dificultats econòmiques de recaptació de fons i diverses desavinences amb l'església.
L'any 1936, amb la Guerra Civil, un episodi d'anticlericalisme l'enderrocà per ésser aixecada de nou en la dècada dels anys 50. Algunes fonts apunten que la reconstrucció es va fer l'any 1942, afegint un campanar de línies racionalistes.